# خانه رافائل زاده
خانه رافائل زاده مربوط به دوره پهلوی اول است و در شیراز، خیابان رودکی، خیابان مکتبی، شماره ۳۰ واقع شده و این اثر در تاریخ ۱۰ خرداد ۱۳۸۲ با شمارهٔ ثبت ۹۰۱۰ به‌عنوان یکی از آثار ملی ایران به ثبت رسیده است.